# Spike Jonze
Spike Jonze (uitgesproken als "Jones" /dʒoʊnz/; geboren als Adam H. Spiegel, Rockville (Maryland), 22 oktober 1969) is een Amerikaanse film-, reclame- en videoclipregisseur, producent en acteur. Hij werd in 2000 genomineerd voor de Oscar voor beste regisseur voor de sciencefictionkomedie Being John Malkovich. En in 2014 won hij de Oscar voor Beste Originele Scenario voor Her. Meer dan 35 andere prijzen werden hem daadwerkelijk toegekend, waaronder zowel een Golden Globe als een National Board of Review Award voor het regisseren van Her (2013), een Zilveren Beer voor het regisseren van de tragikomedie Adaptation. (2002) en Independent Spirit Awards voor zowel Being John Malkovich als het (mede) produceren van Synecdoche, New York (2009). Ook was Jonze een van de producers van de tv-show Jackass en in de Jackass-films naast het producen speelde hij een Oma die mensen voor de gek hield in Jackass Number Two en Jackass 3D.
Jonze maakte videoclips van onder andere Björk, Beastie Boys, Fatboy Slim en The Chemical Brothers. Zelf is hij op het scherm te zien in onder meer Three Kings, Moneyball en The Wolf of Wall Street.

## Geselecteerde filmografie

### Videoclips
- "100%" - Sonic Youth (1992)
- "Cannonball" - The Breeders (1993)
- "Time for Livin'" - Beastie Boys (1993)
- "Buddy Holly" - Weezer (1994)
- "Divine Hammer" - The Breeders (1994)
- "Ricky's Theme" - Beastie Boys (1994)
- "Sabotage" - Beastie Boys (1994)
- "Sure Shot" - Beastie Boys (1994)
- "Undone (The Sweater Song)" - Weezer (1994)
- "Drop" - The Pharcyde (1995)
- "Crush with Eyeliner" - R.E.M. (1995)
- "Freedom of '76" - Ween (1995)
- "It's Oh So Quiet" - Björk (1995)
- "The Diamond Sea" - Sonic Youth (1995)
- "Da Funk" - Daft Punk (1997)
- "Electrolite" - R.E.M. (1997)
- "Elektrobank" - The Chemical Brothers (1997)
- "Sky's the Limit" - The Notorious B.I.G. (1997)
- "Praise you" - Fatboy Slim (1998)
- "Root Down" (version 2) - Beastie Boys (1998)
- "The Rockafeller Skank" (version 1) - Fatboy Slim (1998)
- "Weapon of Choice" - Fatboy Slim (2000)
- "What's Up, Fatlip?" - Fatlip (2000)
- "Wonderboy" - Tenacious D (als Marcus Von Bueler) (2000)
- “Jackass” (Producer) (2002)
- "Island in the Sun" (Version 2) - Weezer (2002)
- "Guess I'm Doing Fine" - Beck (2002)
- "It's in Our Hands" - Björk (2002)
- ”Jackass: The Movie” (Producer) (2002)
- "Big Brat" - Phantom Planet (2003)
- "Y Control" - Yeah Yeah Yeahs (2004)
- "Triumph of a Heart" - Björk (2005)
- “Jackass Number Two” (Producer, Gloria) (2006)
- "Flashing Lights" - Kanye West (2008)
- "The Greatest Man That Ever Lived (Variations on a Shaker Hymn)" - Weezer (2008)
- "Heaven" - UNKLE (2009)
- Jackass 3D (Producer, Gloria) (2010)
- Jackass Presents: Bad Grandpa (Gloria) (2013)
- Jackass Forever (Producer) (2022)
- Jackass 4.5 (producer) (2022)

### Films
- Mi Vida Loca (acteur) (1993)
- Pig! (acteur) (1996)
- How They Get There (schrijver, regisseur) (1997)
- The Game (acteur) (1997)
- Amarillo by Morning (regisseur) (1998)
- Free Tibet (cinematograaf) (1998)
- Being John Malkovich (regisseur) (1999)
- Three Kings (acteur) (1999)
- Torrance Rises (acteur, regisseur, choreograaf) (1999)
- Human Nature (producent) (2001)
- Adaptation. (regisseur) (2002)
- Jackass: The Movie (producent, featured) (2002)
- Keep Your Eyes Open (acteur) (2002)
- Jackass Number Two (producent, featured) (2006)
- Jackass 2.5 (producent, featured) (2007)
- The 1 Second Film (producent) (2009)
- Where the Wild Things Are (regisseur) (2009)
- Jackass 3D (producent, featured) (2010)
- Jackass 3.5 (producent, featured) (2011)
- Her (schrijver, regisseur, producent) (2013)
- Jackass Presents: Bad Grandpa (producent, featured) (2013)
- Jackass Presents: Bad Grandpa .5 (producent, featured) (2014)
- Jackass Forever (producent, featured) (2022)
- Jackass 4.5 (producent, featured) (2022)

### Televisie
- Jackass (bedenker, uitvoerend producent) (2000)
- Sonic Youth Video Dose (acteur) (2004)

- Bibsys: 67126
- Biblioteca Nacional de España: XX1542106
- Bibliothèque nationale de France: cb140369786 (data)
- Catàleg d'autoritats de noms i títols de Catalunya: 981058509151106706
- CiNii: DA13929345
- Gemeinsame Normdatei: 123050936
- International Standard Name Identifier: 0000 0001 1042 6118
- Library of Congress Control Number: no00038713
- Nationale Bibliotheek van Letland: 000351210
- MusicBrainz: cd537c00-f430-4015-b092-a0016120828d
- Bibliotheek van het Japanse parlement: 01182960
- Nationale Bibliotheek van Tsjechië: xx0136399
- Nationale Bibliotheek van Israël: 987007434521605171
- Nationale Bibliotheek van Polen: a0000002813623
- Nederlandse Thesaurus van Auteursnamen: 203128966
- Réseau des bibliothèques de Suisse occidentale: 02-A006067697
- SNAC: w6rr2v5k
- Système universitaire de documentation: 068861710
- Union List of Artist Names: 500474176
- Virtual International Authority File: 19880868
- WorldCat: E39PBJxRD6x9MxvFbgPTTvDDv3